# Кимбурга фон Баден
Кимбурга фон Баден или Цимбурга (на немски: Cimburga von Baden, Cimburgis, Zimburg, * 15 май 1450, † 5 юли 1501, Бреда) е графска дъщеря от Дом Баден и чрез женитба графиня на Насау-Диленбург.

## Произход
Тя е дъщеря на Карл I фон Баден (1427 – 1475), маркграф на Баден, и на Катарина Австрийска (1420 – 1493), дъщеря на херцог Ернст Железни, по-малка сестра на император Фридрих III. Нейният по-малък брат Фридрих IV фон Баден е епископ на Утрехт от 1496 до 1517 г.

## Фамилия
На 30 януари 1469 г. Кимбурга се омъжва в Кобленц за граф Енгелберт II фон Насау-Диленбург (1451 – 1504), господар на Бреда и от 1475 до 1504 г. граф на Насау-Бреда. Същият ден нейният брат маркграф Христоф I фон Баден (1453 – 1527) се жени за Отилия фон Катценелнбоген.
Бракът остава бездетен, но нейният съпруг има две извънбрачни деца.